# Darvin
Darvin é uma banda brasileira de pop punk/hardcore melódico, situada no Rio de Janeiro e formada por Thiago Niemeyer (Guitarra/Vocal), Vítor Almeida (Guitarra/Vocal) Thiago Sá (Baixo) Eduardo Souto Maior (Bateria). A banda está na ativa desde 1997 e seu som varia entre o punk rock, pop punk e o hardcore melódico.

## História

### Os primeiros anos (1997-2002)
Em 1997 quatro amigos, Thiago Niemeyer (Guitarra/vocal), André Paiva (Guitarra/Vocal) Raphael Farias (Baixo), e Breno Dowsley (Bateria), influenciados por bandas de punk rock/hardcore de bandas como Green Day, Blink 182, Less than Jake, Millencolin, MxPx, Pennywise e NOFX decidem montar uma banda no mesmo modelo, com letras em português. Rapidamente, o Darvin ganhou notoriedade na cena do Rio de Janeiro, influenciando outras bandas locais com seu som melódico e enérgico e letras sobre o universo adolescente, o que levou banda a gravação do primeiro disco em 2002, contendo 12 faixas. Os destaques ficam por conta de Noite no Cais, Nada é Perfeito, Boné pra Trás e Carteira de Canhoto, até hoje considerados hinos para os fãs. 

### Pra ontem (2005)
Em 2002, logo após a gravação do primeiro álbum, o baterista Breno Dowsley decide deixar a banda e em seu lugar Eduardo Souto Maior assume o posto. Com a nova formação é gravado o disco Pra Ontem, lançado pela Dryice Records, no ano de 2005 e produzido por Ricardo Nogueira, contando com 10 faixas. Com seus singles É tão Raro, Duas e Meia e Apague a Luz, a banda iniciou sua primeira tour nacional, tornando-se um dos principais expoentes do então chamado “Riocore”, ao lado de bandas como Forfun, Dibob e Scracho. Além dos singles, músicas como Podia ser Pior, Até o Amanhecer e 112 tornaram-se clássicos entre os fãs e o disco obteve excelente aprovação no circuito de mídias independentes como a Punknet, Zona Punk e Vale Punk. O sucesso de público foi tão grande que acabou chamando atenção de diversos selos e gravadoras, fazendo com que no ano de 2006 o Darvin entrasse para o casting da então ainda existente EMI/Brasil.

### A era EMI (2006-2007)
No ano de 2006 o Darvin assina com a gravadora EMI, lançando o disco Darvin, assinado por Carlo Bartolini, renomado por seus trabalhos com bandas como Os Paralamas do Sucesso, Legião Urbana, Sepultura, Charlie Brown Jr, entre outros. É divulgado o single É tão raro, acompanhado de execuções em rádios e de um clipe com uma excelente produção, chegando à 3a. posição do extinto Disk MTV e à 13a. posição no Top 20 Brasil.O sucesso da música foi instantâneo e um segundo single, Apague a Luz, lançado com uma roupagem completamente nova, leva a banda ao patamar de sucesso comercial, fazendo com que a mesma fizesse shows não apenas com grandes nomes do rock nacional mas também com bandas internacionais como Millencolin, Rufio e Less than Jake. Além das faixas já conhecidas, foram incluídas quatro novas músicas: Doha, 9 Primaveras, De Alguma Maneira, Flashes e uma nova versão de Podia ser Pior. Em 2007, a gravadora EMI/Brasil acaba passando por problemas financeiros, levando a banda novamente ao cenário independente.

### Pensa em mim e hiato (2008-2009)
Apesar do revés referente ao fim da relação com a gravadora, em 2008 a banda junta-se ao produtor musical Conrado D’ávila e lança o single Pensa em Mim. A música obtém um sucesso comercial grandioso, com execuções em rádios e promovendo a participação em programas de TV da Multishow e MTV, fazendo a banda continuar sua trajetória pelos palcos de todo o Brasil. Em meados de 2008 o sucesso da música levou o Darvin a uma aparição ao vivo no evento Meus Prêmios Nick, produzido pelo canal Nickelodeon, ao lado de outros renomados artistas da cena nacional. Contudo, apesar do sucesso alcançado pela música Pensa em Mim e a perspectiva de um novo álbum, no inicio de 2009, por razões pessoais, os integrantes André Paiva e Raphael Farias decidem deixar a banda e o Darvin passa por um breve “hiato” até meados de 2009.  

### O retorno e Milhões de Alices pelo Ar
Munidos pela vontade de continuar, os integrantes remanescentes Thiago Niemeyer e Eduardo Souto Maior decidem procurar novos integrantes e o Darvin retorna a ativa. Para as vagas são recrutados Vítor Almeida para a guitarra e vocal, ex-integrante da extinta banda niteroiense Olliver, que já tinha produzido trabalhos com o grupo anteriormente, compondo a música Pra te Encontrar, lançada em 2008, e Thiago Sá para o baixo, um antigo e grande amigo da banda que já fazia parte da equipe técnica. Com fôlego renovado, são iniciados os trabalhos de pré-produção do disco Milhões de Alices pelo Ar, produzido por Conrado D’avila e contando agora com a dupla de compositores Thiago Niemeyer/Vítor Almeida, algo que se tornaria marca registrada da banda. O disco foi muito bem recebido pela crítica independente e tornou-se um sucesso entre os fãs, tendo o single Abril lançado em formato de clipe na plataforma Youtube e músicas como Fa Waka?, Aurora, Tudo o que você quer ser e Entre Nossos Mundos que se tornaram algumas das favoritas do público até hoje. Com a nova formação, o Darvin volta à ativa e continua seu trabalho, desta vez fora do mainstream, adquirindo uma nova legião de fãs fiéis, que os seguem até hoje.   

### Um só ou Vários Lobos?
Acompanhando o sucesso do Milhões de Alices pelo Ar na cena underground, a banda produz, em 2014, o EP intitulado Um só ou vários Lobos? Contando com seis músicas. O trabalho é lançado em formato virtual e ganha notoriedade pelo amadurecimento musical, sobretudo no que se refere às letras, contendo músicas de teor político/contestatório como 1991, Papéis ao Vento e Tempestade de Mentiras, uma balada extremamente poética (Daqui pra Vilnius), além de temas existenciais como Manual Sonoro para Pessimistas Convictos e Andarilho. O EP teve boa recepção dos fãs e de mídias sociais e sacramentou o novo estilo de composição da dupla Thiago/Vítor, iniciado no Milhões de Alices pelo Ar, preparando assim o terreno para um futuro Full Lenght.

### Dias atuais
No ano de 2015 a banda comemorou os 10 anos do lançamento do Pra Ontem, com shows memoráveis que lotaram os locais por onde passou. Aproveitando o momento, foi anunciado o lançamento de um novo disco, com previsão para a segunda metade de 2016. No momento a banda encontra-se em estúdio preparando o material, e algumas cenas da gravação podem ser acompanhadas no canal da banda no facebook. Nas palavras de Thiago Niemeyer “Nossos fãs podem esperar o melhor disco já lançado pelo Darvin em todos os tempos!”.   

## Discografia
Darvin (2002)
| N.º | Título                    | Duração |  |
| 1.  | "Noite no Cais"           | 2'51"   |  |
| 2.  | "Blue Curaçao"            | 2'43"   |  |
| 3.  | "Boné pra Trás"           | 3'10"   |  |
| 4.  | "Aqui ou em Lugar Nenhum" | 2'32"   |  |
| 5.  | "Nada é Perfeito"         | 2'47"   |  |
| 6.  | "Praia Rasa"              | 2'54"   |  |
| 7.  | "Fica no Ar"              | 2'56"   |  |
| 8.  | "Metalzona"               | 3'03"   |  |
| 9.  | "Carteira de Canhoto"     | 2'29"   |  |
| 10. | "Tudo Igual"              | 3'07"   |  |
| 11. | "Você"                    | 2'34"   |  |
| 12. | "Madrugada"               | 2'04"   |  |

Pra Ontem (2005) 
| N.º | Título             | Duração |  |
| 1.  | "Até o Amanhecer"  | 3'37"   |  |
| 2.  | "É Tão Raro"       | 3'41"   |  |
| 3.  | "Podia ser Pior"   | 3'54"   |  |
| 4.  | "Pra Ontem"        | 3'50"   |  |
| 5.  | "Sahel"            | 4'27"   |  |
| 6.  | "Apague a Luz"     | 2'38"   |  |
| 7.  | "112"              | 3'35"   |  |
| 8.  | "Duas e Meia"      | 3'41"   |  |
| 9.  | "Retranca"         | 2'39"   |  |
| 10. | "Outra Vez Talvez" | 3'21"   |  |

Darvin (2006)
| N.º | Título            | Duração |  |
| 1.  | "É Tão Raro"      | 3'37"   |  |
| 2.  | "Noite no Cais"   | 2'58"   |  |
| 3.  | "Doha"            | 3'30"   |  |
| 4.  | "Duas e Meia"     | 3'44"   |  |
| 5.  | "9 Primaveras"    | 3'30"   |  |
| 6.  | "Apague a Luz"    | 3'00"   |  |
| 7.  | "Até o Amanhecer" | 4'45"   |  |
| 8.  | "Metalzona"       | 3'03"   |  |
| 9.  | "Alguma Maneira"  | 3'54"   |  |
| 10. | "Retranca"        | 2'41"   |  |
| 11. | "112"             | 3'59"   |  |
| 12. | "Flashes"         | 2'52"   |  |
| 13. | "Podia Ser Pior"  | 3'01"   |  |

Milhões de Alices Pelo Ar (2010)
| N.º | Título                     | Duração |  |
| 1.  | "Aurora"                   | 3'11"   |  |
| 2.  | "Nuvens e Temporais"       | 2'43"   |  |
| 3.  | "Epílogo"                  | 3'49"   |  |
| 4.  | "Abril"                    | 2'57"   |  |
| 5.  | "Tudo Passa"               | 2'43"   |  |
| 6.  | "Fa Waka?"                 | 2'27"   |  |
| 7.  | "Essa Eu Já Vi"            | 3'01"   |  |
| 8.  | "Entre Nossos Mundos"      | 3'10"   |  |
| 9.  | "Todas Iguais"             | 2'35"   |  |
| 10. | "Interlúdio"               | 1'04"   |  |
| 11. | "Essa Eu Também Já Vi"     | 3'39"   |  |
| 12. | "Hora de Voar"             | 2'52"   |  |
| 13. | "Quem É Você"              | 3'04"   |  |
| 14. | "Pensa em Mim"             | 3'13"   |  |
| 15. | "Tudo o Que Você Quer Ser" | 2'38"   |  |

Um só ou vários lobos/EP (2014)
| N.º | Título                                     | Duração |  |
| 1.  | "Manual Sonoro para Pessimistas Convictos" | 3'06"   |  |
| 2.  | "Papéis ao Vento"                          | 2'47"   |  |
| 3.  | "1991"                                     | 2'20"   |  |
| 4.  | "Daqui pra Vilnius"                        | 2'25"   |  |
| 5.  | "Andarilho"                                | 3'17"   |  |
| 6.  | "Tempestade de Mentiras"                   | 2'12"   |  |

Lados B, raridades e outras histórias
| N.º | Título                                                    | Duração |  |
| 1.  | "1000 Anos-Luz - 2008"                                    | 3'14"   |  |
| 2.  | "Pra Te Encontrar"                                        | 3'25"   |  |
| 3.  | "1000 Anos-Luz - Acústico"                                | 3'13"   |  |
| 4.  | "Ei - Demo"                                               | 2'15"   |  |
| 5.  | "Eu Tentei - Demo"                                        | 3'04"   |  |
| 6.  | "Ainda"                                                   | 3'15"   |  |
| 7.  | "Fica no Ar / Noite no Cais / Nada É Perfeito - Acústico" | 3'17"   |  |
| 8.  | "Podia Ser Pior - Acústico"                               | 4'08"   |  |
| 9.  | "Duas e Meia - Acústico"                                  | 3'21"   |  |
| 10. | "1000 Anos-Luz - 2002"                                    | 4'00"   |  |
| 11. | "Se Eu Não Viver - Demo"                                  | 3'51"   |  |
| 12. | "Tanto Faz - Demo"                                        | 2'37"   |  |
| 13. | "1997 - Demo"                                             | 3'09"   |  |
| 14. | "Dinheiro - Demo"                                         | 1'16"   |  |

## Videoclipes
| Ano  | Música       | Álbum                     |
| 2005 | "É tão Raro" | Pra Ontem                 |
| 2006 | "É tão Raro" | Darvin                    |
| 2011 | "Abril"      | Milhões de Alices Pelo Ar |

## Integrantes[19]

### Atuais[19]
- Thiago Niemeyer guitarra e vocal - 1997/atual
- Eduardo Souto Maior bateria - 2002/atual
- Thiago Sá baixo - 2009/atual

### Ex-integrantes[19]
- André Paiva - 1997/2008
- Raphael Farias - 1997/2008
- Breno Dowsley – 1997/2002
- Vítor Almeida - 2009/2020